# Maersk
A. P. Moller-Maersk Group, também conhecido como Maersk (Em dinamarquês: Mærsk), é um conglomerado de negócios dinamarquês. O A.P. Moller – Maersk Group tem atividades numa ampla variedade de setores de negócio, principalmente nos setores dos  transportes e energia. Tem sido o maior operador e fornecedor de porta-contentores e navios em todo o mundo desde 1996.
A.P. Moller – Maersk Group está sediado em Copenhagen, Dinamarca, com filiais e escritórios em mais de 135 países em todo o mundo e cerca de 108.000 empregados.

## Principais empresas do Grupo Maersk
- Maersk Line
- APM Terminals
- Maersk Drilling
- Safmarine
- Svitzer
- Star Air